# Rapa (Polynésie française)
Pour les articles homonymes, voir Rapa.
Rapa est une commune de la Polynésie française dans l'archipel des Australes en Polynésie française. Le chef-lieu de cette dernière est Rapa.

## Géographie
La commune est composée d'une île et des îlots de Bass (dont Marotiri) qui sont inhabités :
- Rapa 40,57 km2
- Marotiri 0,04 km2

### Climat
| Mois                                        | jan.          | fév.          | mars          | avril         | mai           | juin          | jui.          | août          | sep.         | oct.         | nov.          | déc.          | année      |
| ------------------------------------------- | ------------- | ------------- | ------------- | ------------- | ------------- | ------------- | ------------- | ------------- | ------------ | ------------ | ------------- | ------------- | ---------- |
| Température minimale moyenne (°C)           | 21,7          | 22,3          | 21,7          | 20,2          | 18,6          | 16,8          | 16,2          | 15,8          | 15,8         | 16,9         | 18,5          | 19,9          | 18,7       |
| Température moyenne (°C)                    | 23,7          | 24,4          | 23,9          | 22,4          | 20,8          | 19,1          | 18,4          | 18,1          | 18,1         | 19,2         | 20,6          | 21,9          | 20,9       |
| Température maximale moyenne (°C)           | 25,7          | 26,4          | 26,1          | 24,5          | 22,9          | 21,4          | 20,7          | 20,4          | 20,4         | 21,4         | 22,7          | 24            | 23         |
| Record de froid (°C) date du record         | 12,2 05.1953  | 15,6 23.1993  | 15,2 15.1952  | 13,5 07.1965  | 10,1 21.1954  | 10,2 27.1982  | 9,8 02.1984   | 8,9 22.1963   | 8,5 05.1972  | 10,5 20.1976 | 12 02.1968    | 13,2 08.1970  | 8,5 1972   |
| Record de chaleur (°C) date du record       | 31 27.1995    | 30,9 02.1963  | 31,6 07.1971  | 30,3 04.2009  | 28,1 05.1971  | 26,3 10.1970  | 25,5 10.2021  | 25 23.1971    | 26,4 27.2018 | 26,4 12.1970 | 28,9 22.1995  | 30,1 21.1970  | 31,6 1971  |
| Ensoleillement (h)                          | 128,9         | 130,3         | 129,1         | 107,7         | 96,6          | 78,9          | 95            |               | 104,1        | 119,1        | 129,3         | 119,6         |            |
| Précipitations (mm)                         | 229,4         | 186,9         | 275,8         | 251,4         | 185           | 208,7         | 258,4         | 237,8         | 165,1        | 184,1        | 170,6         | 221,4         | 2 574,6    |
| Record de pluie en 24 h (mm) date du record | 263,3 25.1971 | 229,1 28.1965 | 216,6 08.1997 | 232,6 29.2009 | 260,5 12.1972 | 192,6 07.2014 | 245,9 05.1992 | 177,9 10.1965 | 153 18.1964  | 279 27.1980  | 243,4 30.1964 | 378,3 25.1985 | 378,3 1985 |
| Nombre de jours avec précipitations         | 13,2          | 12,5          | 15,3          | 14,9          | 14,5          | 15,7          | 15,4          | 15,5          | 12,7         | 12,2         | 11,8          | 12,7          | 166,4      |
| Nombre de jours d'orage                     | 1,3           | 0,7           | 1,1           | 1,1           | 0,8           | 1,1           | 0,9           | 1             | 0,8          | 0,7          | 0,6           | 0,8           | 10,9       |
| Nombre de jours avec brouillard             | 0             | 0             | 0             | 0             | 0             | 0             | 0             | 0             | 0            | 0            | 0,1           | 0,1           | 0,3        |

| Diagramme climatique                                  |               |               |               |             |               |               |               |               |               |               |             |
| J                                                     | F             | M             | A             | M           | J             | J             | A             | S             | O             | N             | D           |
| 25,721,7229,4                                         | 26,422,3186,9 | 26,121,7275,8 | 24,520,2251,4 | 22,918,6185 | 21,416,8208,7 | 20,716,2258,4 | 20,415,8237,8 | 20,415,8165,1 | 21,416,9184,1 | 22,718,5170,6 | 2419,9221,4 |
| Moyennes : • Temp. maxi et mini °C • Précipitation mm |               |               |               |             |               |               |               |               |               |               |             |

## Histoire

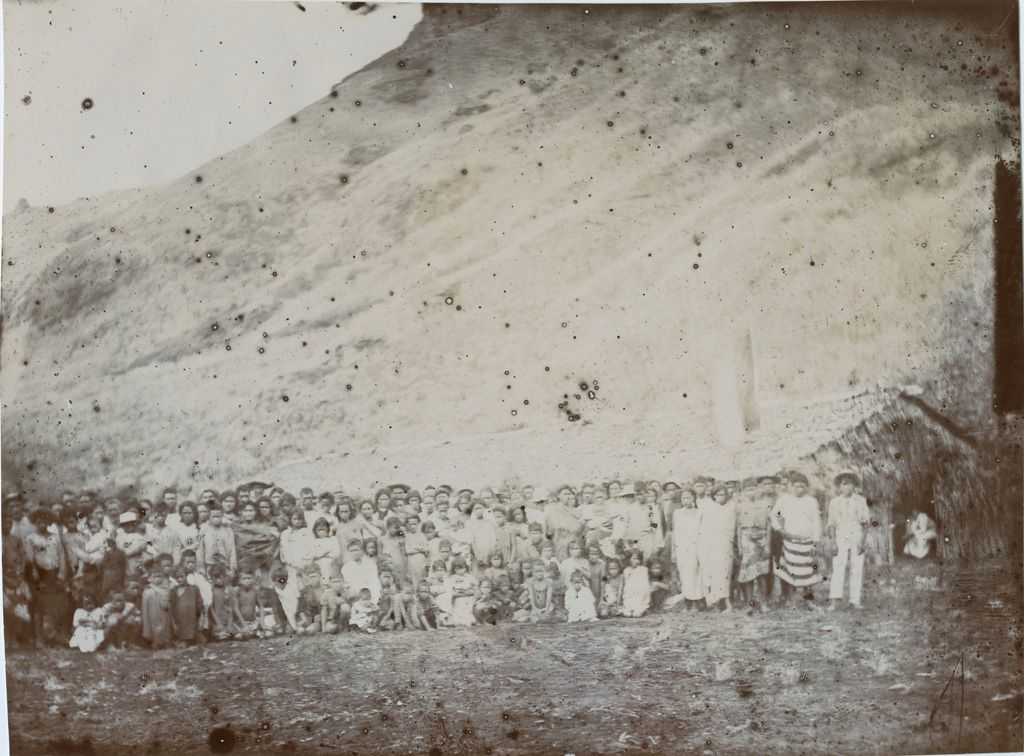
Population de Rapa en 1905.

Les Européens, plus exactement George Vancouver, découvrent Rapa en 1791 : elle s’appelait à l’époque Oparo, l’« île aux pare », sortes de forts (du maori « pā ») dont les ruines parsèment encore l’île, particulièrement sur les crêtes et les endroits escarpés ; de telles ruines peuvent également être aperçues sur les plus gros îlots de Marotiri. Ces pare (Mapitanga, Morongo Uta, Ororangi, Pukumanga, Pukutaketake, Ruatara, Tanga, Tevaitau et Vairu) ont nécessité des travaux d'envergure pour les insulaires et semblent répondre à la nécessité, pour chaque clan (vaihu), de se protéger des convoitises des autres. Mais des alliances ont aussi été nouées, comme en témoignent les chemins de crête reliant certains pare entre eux.
C'est aussi ce que relate la tradition orale qui fait état de la « guerre des Marotiri » (îlots en propriété collective des Rapanais) entre Koroi, chef d'Ahurei qui voulait s'en emparer, et une coalition des autres clans, dont le chef Teraau (mort en 1825) sortit vainqueur pour finir roi de l'île. Son descendant, Teparima, fut le dernier roi de Rapa, la monarchie étant abolie par les Français le 16 juin 1887. C'est alors que Rapa fut constituée en commune. Mais entre-temps, les esclavagistes péruviens avaient razzié Rapa en 1861, et la population s'amoindrit aussi par la suite, en raison de l'introduction, par les survivants de retour, de la variole et de la dysenterie.

## Démographie
L'évolution du nombre d'habitants est connue à travers les recensements de la population effectués dans la commune depuis 1971. À partir de 2006, les populations légales des communes sont publiées annuellement par l'Insee, mais la loi relative à la démocratie de proximité du 27 février 2002 a, dans ses articles consacrés au recensement de la population, instauré des recensements de la population tous les cinq ans en Nouvelle-Calédonie, en Polynésie française, à Mayotte et dans les îles Wallis-et-Futuna, ce qui n’était pas le cas auparavant. Pour la commune, le premier recensement exhaustif entrant dans le cadre du nouveau dispositif a été réalisé en 2002, les précédents recensements ont eu lieu en 1996, 1988, 1983, 1977 et 1971.
En 2017, la commune comptait 507 habitants, en diminution de 1,55 % par rapport à 2012
| 1971 | 1977 | 1983 | 1988 | 1996 | 2002 | 2007 | 2012 | 2017 |
| ---- | ---- | ---- | ---- | ---- | ---- | ---- | ---- | ---- |
| 384  | 398  | 480  | 516  | 521  | 470  | 482  | 515  | 507  |

| 2022 | - | - | - | - | - | - | - | - |
| ---- | - | - | - | - | - | - | - | - |
| 451  | - | - | - | - | - | - | - | - |

## Administration
Du fait de l'isolement de l'île, il  s'est formé un lien très fort d'entraide et de partage entre les habitants de l'île, qui sont répartis en deux villages. Les animaux qui peuplent l'île n'appartiennent à personne, mais sont chassés par tous. La terre elle-même appartient à la communauté et elle est régie par le Tohitu, un conseil de 12 sages qui fait état de loi sur l'île.